# Fénix Directo
Fénix Directo ist eine Nachfolgegesellschaft des spanischen Versicherungsunternehmens La Unión y el Fénix.

## Geschichte
La Unión y El Fénix wurde im Jahr 1864 gegründet. 1991 entstand deren Tochterunternehmen Fenix Autos. Bedingt durch das Zusammengehen der beiden Versicherungsgesellschaften AGF Assurances und La Union y El Fenix wurde im Jahr 1995 der Name Fenix Autos in Fenix Directo umgewandelt. 1999 wurde die Gesellschaft von der deutschen Versicherungsgruppe Allianz, einem der größten Versicherungsunternehmen der Welt, übernommen.
Fénix Directo ist im Verkauf von Autoversicherungspolicen via Telefon oder Internet spezialisiert. Unternehmenssitz von Fénix Directo ist Madrid, Spanien. Fenix Directo besitzt im spanischen Markt einen hohen Bekanntheitsgrad.